# Edward Maitland (officier de la RAF)
Edward Maitland (né Edward Gee le 21 février 1880 et mort le 24 août 1921) est un pionnier de l'aérostation et de l'aviation militaire qui a servi dans le Air Battalion des Royal Engineers, le Royal Flying Corps, le Royal Naval Air Service et la Royal Air Force, atteignant le grade de Air Commodore.

## Biographie

### Jeunesse
Edward Maitland naît à Londres le 21 février 1880. Il est le fils aîné d'Arthur Gee (mort en 1903), agriculteur, puis avocat et juge de paix, dans le Cambridgeshire, et de son épouse, Margaretha Marianne Maitland. Arthur Gee et sa famille ont adopté le nom de famille Maitland en 1903. Après des études à Haileybury et au Trinity College de Cambridge, Edward Maitland se porte volontaire pour intégrer l'armée pendant la seconde guerre des Boers. Après avoir été versé dans l'Essex Regiment, il sert en Afrique du Sud en 1901 et 1902. Après la fin de la guerre, il revient en Angleterre et termine ses études.

### Carrière dans l'aviation militaire
Edward Maitland reste dans l'armée britannique et s'intéresse aux ballons vers 1907. L'année suivante, il effectue un voyage en dirigeable de plus d'un millier de miles ainsi qu'un saut en parachute depuis un ballon. Il commande une compagnie de dirigeables dans l'éphémère Air Battalion des Royal Engineers entre 1911 et 1912 avant de passer au Royal Flying Corps, dans lequel il commande toujours une unité de dirigeables. En 1913, tous les ballons de l'armée britanniques passent sous la supervision du Royal Naval Air Service (RNAS), et Edward Maitland est donc transféré lui aussi.
Avec le début de la Première Guerre mondiale, il est envoyé en Belgique à la tête d'un détachement de ballons du RNAS pour des missions de pointage d'artillerie. À cette occasion, Maitland est très impressionné par la supériorité des ballons français et belges (de type Caquot), bien supérieurs aux ballons sphériques des britanniques. Après avoir fait part de ce problème à l'Amirauté, Maitland est rappelé en Angleterre et met en place la création de ballons similaires à ceux des autres Alliés à Roehampton en mars 1915. Il prend ensuite le commandement de la station de ballons-dirigeables de Wormwood Scrubs, tout en continuant ses activités de conception de ballon. En 1916, il prend le commandement de la base de Pulham, dans le Norfolk, avec le grade de wing commander.
En juin 1917, Edward Maitland est décoré du Distinguished Service Order pour « un travail extrêmement précieux et courageux en rapport avec les dirigeables et les parachutes ». Peu de temps après, il est affecté à l'Amirauté pour un poste d'état-major.
À ce poste, il contribue à faire du service des dirigeables une arme majeure dans la guerre en mer. Les dirigeables non rigides du RNAS, capables de rester en l'air pendant de nombreuses heures et d'envoyer des rapports par radio, effectuent un travail important de patrouille et d'escorte de convois, dirigeant souvent les destroyers britanniques jusqu'au contact des U-boot allemands. Pour toutes ces innovations, Edward Maitland est décoré de l'Ordre de Saint-Michel et Saint-Georges ainsi que de l'Army Distinguished Service Medal américaine.
En juillet 1919, Edward Maitland fait partie (avec l'Américain Zachary Lansdowne (en)) de l'équipage du dirigeable Beardmore R34, qui réussit à effectuer un voyage transatlantique aller-retour. Le mois suivant, il promu air commodore et transféré dans la Royal Air Force, qui supervise désormais les dirigeables. Il est alors actif au ministère de l'Air, où il continue son travail sur le développement des dirigeables en vue d'applications civiles.

### Mort

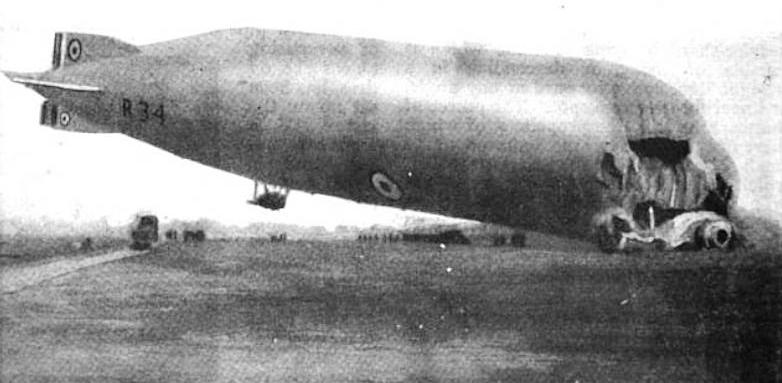
Épave du dirigeable R34 après son accident à Howden.

Les derniers mois de la carrière d'Edward Maitland sont une succession d'échecs, dont le dernier lui coûte la vie. Alors qu'il commande la station de dirigeables d'Howden, le 21 janvier 1921, le Beardmore R34 est secoué par des vents violents au large de la côte du Yorkshire et se brise. En mai, le ministère de l'Air décide de dissoudre la branche dirigeable de la RAF. Le nouveau dirigeable R38 (en), vendu aux États-Unis en 1919 est alors toujours à Howden pour ses essais. Le 21 août, lors d'un exercice de virage serré, il se brise au-dessus du Humber. Edward Maitland fait partie des 44 victimes de l'accident, ainsi que John E. M. Pritchard (en).